# Новиково (деревня, Москва)
Новико́во — деревня в Троицком административном округе Москвы  (до 1 июля 2012 года была в составе Наро-Фоминского района Московской области). Входит в состав поселения Новофёдоровское.

## География
Деревня расположена на слиянии рек Сохны и Силинки последняя из которых образовывает пруд из-за плотины. Деревня Новиково, расположена на возвышенности протянувшись примерно на полкилометра. Берег реки в основном пологие, заросшие кустарником и деревьями, лишь местами — обрывистые. В окружении деревни находятся поля за которыми располагаются леса и заболоченные местности, в которых есть чем запастись на зимний период, но есть искусственная деталь — большая земляная насыпь, высотой до 6 метров над уровнем земли и до 8-9 метров над уровнем речки (такова высота большого заброшенного автомобильного моста, переброшенного через Силинку через который можно добраться к деревне Акулово). В километре после деревни сливаются речки Сохна и Пахра где находиться самое Глубокое место Пахры, которое получило название «Придорожный». Глубоким устье Сохны стало из-за когда-то находившейся там гидроэлектростанции.

## История
Название деревни, предположительно, произошло от некалендарного личного имени Новик.
В XIX веке деревня Новиково входила в состав Рудневской волости Верейского уезда. В 1899 году в деревне проживало 478 человек.
Около полувека назад[когда?]

 деревня Новиково была густонаселённым населённым пунктом, сейчас же[когда?]

 деревня дачного типа (основное население пребывает летом). Но есть и постоянные жильцы успешно разводящие домашний скот. С недавнего времени по деревни установлены светильники освещающие центральную дорогу. Попасть в деревню можно не только по дороге из Белоусово, есть ещё тропинка, которая начинается с остановки «ул. Северная» деревни Юрьево («У Весовой»), проходящая через ферму и идущую по полю на окраине леса «Грачёвка» далее развивающиеся до каждого из трёх мостов (в начале, в середине и окончании деревни. Так же с 2008 г. отмечается день деревни в первые выходные августа (но пока что на уровне молодёжи). 13 апреля 2010 г. Территория ЗАО «Кузнецовский комбинат» площадью 231600 м², включена в границы д. Новиково под индивидуальные застройки.

## Население
| 1852 | 1859 | 1899 | 1926 | 2002 | 2006 | 2010 |
| ---- | ---- | ---- | ---- | ---- | ---- | ---- |
| 390  | ↗422 | ↗478 | ↘318 | ↘11  | ↘1   | ↗10  |

Согласно Всероссийской переписи, в 2002 году в деревне проживало 11 человек (7 мужчин и 4 женщины). По данным на 2005 год, в деревне проживал 1 человек.